# Авиадвигатель (компания)
АО «ОДК-Авиадвигатель» — конструкторское бюро-разработчик газотурбинных двигателей для гражданской авиации, а также промышленных газотурбинных установок для энергетики, транспортировки газа и нефти, поставщик газотурбинных электростанций. Основное производство расположено в Перми. Входит в состав госкорпорации «Ростех» (имеет 17 % её акций).
Из-за вторжения России на Украину, компания находится под международными санкциями всех стран Евросоюза, Украины и Швейцарии.

## История

### До и во время Великой Отечественной войны
История АО «Авиадвигатель» неразрывно связана с историей пермского завода авиационных двигателей, в настоящее время ОАО «Пермский моторный завод». Завод построен в начале 1930-х годов. Первой продукцией завода был лицензионный мотор «Циклон» (англ.) американской фирмы «Кертис-райт» (англ.) (отечественное обозначение М-25).
В 1934 году технический директор и главный конструктор завода А. Д. Швецов организовал в составе завода конструкторское бюро, которое 11 декабря 1939 постановлением правительства выделено в самостоятельное предприятие: «ОКБ-19», позднее «Моторостроительное конструкторское бюро», а в настоящее время — ОДК «Авиадвигатель».
Наряду с работой по созданию технической документации, обеспечивающей производство, сборку и испытания лицензионного мотора М-25, в ОКБ развернулись работы по созданию отечественных авиационных двигателей, главным образом, для истребительной авиации.
К началу Великой Отечественной войны создано семейство авиационных двигателей.
| Марка   | Мощность (л.с.) | Год внедрения в серийное производство | Устанавливался на самолёты |
| ------- | --------------- | ------------------------------------- | -------------------------- |
| М-25А   | 715             | 1936                                  | И-16                       |
| М-25В   | 775             | 1937                                  | И-16                       |
| М-62    | 1000            | 1937                                  | И-153                      |
| АШ-62ИР | 1000            | 1938                                  | Ли-2, Ан-2                 |
| М-63    | 1100            | 1939                                  | И-16                       |
| АШ-82   | 1700            | 1941                                  | Ла-5                       |

В годы Великой Отечественной войны работы продолжались и были созданы новые, более мощные и надёжные двигатели.
| Марка   | Мощность (л.с.) | Год создания | Устанавливался на самолёты |
| ------- | --------------- | ------------ | -------------------------- |
| АШ-82Ф  | 1700            | 1942         | Ла-5, Ла-7, Ту-2           |
| АШ-82ФН | 1850            | 1943         | Ту-2, Ил-12                |

Кроме этих широко известных двигателей, во время войны разработаны двигатели АШ-83 — для истребителя Ла-7 и 18-цилиндровый М-71, предназначавшийся для штурмовика Су-6, бомбардировщика ДВБ-102, истребителей И-185 и Ла-5. Из-за сложности перестройки производства в военное время двигатели выпущены малой серией. С 1943 года началось серийное производство форсированных моторов АШ-82Ф, а затем АШ-82ФН. Последний был в то время самым мощным мотором в мире, в своём классе. Он устанавливался на истребителях Ла-5 и Ла-7, которые сыграли большую роль в разгроме немецких войск.
За создание двигателей, обеспечивших военное превосходство истребительной авиации СССР над силами противника, ОКБ-19 21 июня 1943 года отмечено правительственной наградой — орденом Ленина.

### Послевоенная история
После Великой Отечественной войны практически все задачи военной и гражданской авиации по поршневой технике сконцентрировались в ОКБ. В эти годы создан ряд конструктивно новых моторов для тяжёлых самолётов, в том числе пассажирских, моторы и редукторы для вертолётов.
Моторы, созданные после войны.
| Марка                             | Мощность (л.с.) | Год создания | Устанавливался на самолёты / вертолёты |
| --------------------------------- | --------------- | ------------ | -------------------------------------- |
| АШ-73ТК с турбокомпрессором ТК-19 | 2400            | 1947         | Ту-4 («Летающая крепость»)             |
| АШ-82Т                            | 1900            | 1951         | Ил-14                                  |
| АШ-82В с редуктором Р-5           | 1700            | 1952         | Ми-4, Як-24                            |

В 1947 году на базе двигателя АШ-73–18 создан мотор АШ-73ТК для самолёта Ту-4, «Летающая крепость».
В 1950 году на базе мотора АШ-82ФН, который к тому времени эксплуатировался на пассажирском самолёте Ил-12, было решено сделать мотор АШ-82Т с большим ресурсом для самолёта гражданской авиации Ил-14.
Кроме того, на базе АШ-82Т разработан двигатель АШ-82В и редукторы Р-1, Р-2, Р-3, Р-4, Р-5 для десантно-транспортных вертолётов Миля Ми-4 и Яковлева Як-24.
Кроме этих, широко известных моторов, в опытном порядке в КБ разработаны АШ-84, АШ-84ТК, АШ-2К с турбокомпрессором ТК-2, АШ-2ТК с турбокомпрессором ТК-19Ф и другие.
Четырёхрядный 28-цилиндровый звездообразный мотор АШ-2К мощностью 4500 л.с. с турбокомпрессором и семью пульсирующими турбинами, работающими на кинетической энергии выхлопных газов с передачей мощности на коленчатый вал двигателя, прошёл чистовые испытания в 1949 году и был наивысшим достижением в мире среди поршневых двигателей воздушного охлаждения. Это был последний поршневой двигатель, разработанный КБ.
Двигатели, созданные под руководством выдающегося авиаконструктора Аркадия Дмитриевича Швецова, кроме боевых самолётов, поднимали в небо пассажирские Ли-2, Ан-2, Ил-14, вертолёт Ми-4.
Авиационный мотор АШ-62ИР эксплуатируется на самолёте Ан-2 до сегодняшнего дня, более трёх десятков лет эксплуатировались АШ-82Т и АШ-82В.
А. Д. Швецов, возглавлял ОКБ до конца своей жизни (1953 год).

### Переход к разработке реактивных двигателей
С начала 1950-х в истории КБ начинается новый этап — период газотурбинной техники. Попытки создания реактивных двигателей предпринимались и ранее. В 1946-49 годах изготовлено и испытано три газотурбинных двигателя АШ-РД-100 тягой 100000 Н. Однако большая загруженность поршневой тематикой не позволила вплотную приступить к разработке новых типов двигателей.
В 1955 году новый главный конструктор ОКБ Павел Александрович Соловьев (ученик и заместитель А. Д. Швецова), при разработке первого реактивного двигателя ОКБ — Д-20 для дальнего бомбардировщика выбрал схему двухконтурного двухкаскадного двигателя, которая явилась в дальнейшем основой для создания семейства турбореактивных двигателей.
В конце 1956 года доводка двигателя Д-20 прекращена, а вместо него начались работы по созданию двигателя Д-20П для пассажирского самолёта Ту-124.
Этот двигатель стал первым советским двухконтурным двухкаскадным двигателем, внедрённым в серийное производство.
Он имел двухкаскадный осевой компрессор со степенью повышения давления 2,4 в первом каскаде и 5,0 во втором, трубчато-кольцевую камеру сгорания с 12-ю жаровыми трубами, трёхступенчатую турбину и сопло с раздельным истечением потоков из наружного и внутреннего контуров.
В феврале 1964 года двигатель успешно прошёл государственные испытания.
В пятидесятые годы, в небывало короткий срок КБ создало турбовальный двигатель Д-25В (рис.1) для тяжёлого вертолёта Ми-6 с использованием газогенератора двухконтурного двигателя Д-20П, разрабатывавшегося в это же время. Силовая установка вертолёта — самая мощная до 1980-х годов — состоит из двух двигателей Д-25В.
В силовой установке впервые в практике двигателестроения применена «свободная», кинематически не связанная с турбокомпрессорной частью двигателя, турбина привода винта и мощный редуктор Р-7 (рис.2).
Двигатель имеет 9-ступенчатый компрессор со степенью повышения давления 5,6, трубчато-кольцевую камеру сгорания, одноступенчатую турбину привода компрессора и двухступенчатую турбину привода винта.
Созданный для этой силовой установки уникальный редуктор Р-7 в течение четверти века оставался непревзойдённым в мировом двигателестроении по передаваемой мощности (11 000 л.с.), хотя по другим данным редуктор двигателя НК-12М и последующих модификаций был рассчитан на передачу на винты мощности 15 000 л.с.
На вертолётах Ми-6 и Ми-10 с силовой установкой, созданной в ОКБ, установлен ряд мировых рекордов.
Эти вертолёты и разработанный позднее конструкторским бюро имени М. Л. Миля Ми-26 до сих пор остаются вертолётами-рекордсменами с наибольшей грузоподъёмностью. Их уникальные возможности неоднократно использовались в других странах. В том числе, например, вертолёт Ми-26 оказался единственным средством для транспортировки повреждённых американских вертолётов CH-47
В 1965 году разработана силовая установка для сверхтяжёлого транспортного вертолёта В-12, состоящая из четырёх двигателей Д-25ВФ и двух редукторов Р-12.
В 1971 году опытный вертолёт экспонировался на авиационном салоне в Ле Бурже.
На нём установлен ряд мировых рекордов, в том числе поднятие 42 тонн груза на высоту 2000 м. Вертолёт не был запущен в серийное производство.
 В 1967 году прошёл государственные испытания двигатель Д-30 (рис.3). По своим параметрам он не уступал лучшим двигателям этого класса.
Как и его прототип Д-20П, двигатель имел двухкаскадный компрессор: 4-ступенчатый со степенью повышения давления 2,65 первый каскад и 10-ступенчатый со степенью повышения давления 7,1 второй; трубчато-кольцевую камеру сгорания; 4-ступенчатую турбину.
Впервые на отечественном серийном двигателе применены охлаждаемые рабочие лопатки 1 ступени турбины и общее реактивное сопло с лепестковым смесителем и камерой смешения. Применение смесителя позволило улучшить экономичность и акустические характеристики двигателя.
Двигатель Д-30 применяется на семействе пассажирских самолётов Ту-134.
 В 1971 году проведены государственные испытания и завершены опытно-конструкторские работы по созданию высокоэкономичного двигателя Д-30КУ (рис. 4) с тягой 108 кН (11000 кгс) и удельным расходом 0,715 (0,498).
Установка двигателей Д-30КУ на самолёт Ил-62М позволила увеличить дальность полёта по сравнению с исходным самолётом Ил-62 на 1500 км при повышенной коммерческой нагрузке. Двигатель Д-30КУ в отличие от своих предшественников Д-20П и Д-30 имеет более высокую степень двухконтурности — 2,42, и температуру газа перед турбиной 1400К. Первый каскад компрессора — 3-ступенчатый, второй — 2-ступенчатый, камера сгорания аналогична Д-30, турбина — 6-ступенчатая; общее для обоих контуров сопло с лепестковым смесителем и камерой смешения.
Впервые в отечественном двигателестроении на двигателе установлено реверсивное устройство ковшового типа, не влияющее на характеристики двигателя на прямой тяге.

5 января 1974 года самолёт Ил-62М с двигателями Д-30КУ начал регулярные перевозки пассажиров.
Двигатель серийно выпускается Рыбинским НПО «Сатурн»
В 1968 году начаты работы над двигателем Д-30КП —  вариантом двигателя Д-30КУ для военно-транспортного самолёта Ил-76. По основным узлам двигатель Д-30КП почти полностью унифицирован с Д-30КУ, тяга увеличена до 117,5 кН (12000 кгс).
Государственные испытания двигатель Д-30КП прошёл в начале 1972 года.
Создание Ил-76 отмечено Ленинской премией СССР. Лауреатом Ленинской премии стал и Главный конструктор МКБ Соловьёв П. А. Коллектив МКБ награждён Первой премией Совета Министров СССР.
С целью улучшения экономичности самолёта Ту-154 решено установить на самолёт двигатели Д-30КУ. Для варианта самолёта, обозначенного Ту-154М, разработана модификация двигателя — Д-30КУ-154, отличающаяся конструкцией реверсивного устройства, сопла, системы управления, внешней арматуры, установкой дополнительных агрегатов и системы звукопоглощающих конструкций (ЗПК).
ЗПК двигателя обеспечили соответствие самолёта Ту-154М требованиям главы 3 норм ИКАО по шуму.
В 1983 году началось серийное производство самолётов.
В 1976 году на базе двигателя Д-30КП разработана ещё одна модификация Д-30КП-Л для самолёта Ил-76К, используемого для тренировок космонавтов в условиях невесомости. Для обеспечения работы двигателя в таких условиях в его маслосистему введены специальные агрегаты.
В 1971 году собран и испытан первый в СССР турбореактивный двухконтурный двигатель с форсажной камерой: ТРДДФ Д-30Ф6, разрабатывавшийся для истребителя-перехватчика МиГ-31. В конце 1976 года собран первый серийный экземпляр.
С начала 1978 года началось производство ТРДДФ Д-30Ф6 на серийном заводе. В феврале 1979 г. двигатель предъявлен на государственные испытания и в апреле их успешно завершил.
Двигатель оснащён первой электронной системой управления (параллельно с аналогичными работами в США).
В начале 1982 года Пермское Моторостроительное конструкторское бюро награждено Орденом Октябрьской революции.
В 1982 году принято решение о создании унифицированного двигателя для самолётов Ил-96 и Ту-204. В конце года был объявлен конкурс. По итогам конкурса, объявленным 26.06.85, победил проект двигателя Д-90А МКБ.
В 1987 году двигатель получил обозначение ПС-90А в честь его генерального конструктора (ПС — Павел Соловьёв). Двигатель устанавливается на современные российские пассажирские самолёты Ил-96-300, Ил-96-400, Ту-204-100, Ту-204-300, Ту-214 и военный транспортник Ил-76МФ.
Кроме производства двигателей для авиации в МКБ в июне 1989 года принято решение о проведении работ по созданию ГТУ наземного применения на базе авиационных двигателей КБ. Развитие этого направления работ связано с происходившим в стране переходом к рыночным условиям.

### Диверсификация работ после распада СССР
В 1992 году начались работы по разработке ГТУ-2.5П на базе одного из самых надёжных в отечественной авиации двигателей — Д-30. А в марте этого же года выпущены ТУ на проектирование двигателя ПС-90ГП-1 газотурбинной установки ГТУ-12П, для газоперекачивающего аппарата ГПА-12 «Урал». ГТУ-12П создана на базе авиационного двигателя ПС-90А, на тот период самого современного российского двигателя для магистральной авиации.
Первой пермской газотурбинной установкой, прошедшей межведомственные испытания (МВИ) 20 мая 1995 года и переданной в серию, стала ГТУ-2.5П для передвижной автоматизированной электростанция ПАЭС-2500М.
3 августа 1995 года успешно прошла МВИ ГТУ-12П.
Таким образом, за рекордно короткие сроки, не имеющие прецедента, для ОАО «Газпром» созданы и запущены в опытную эксплуатацию две газотурбинные установки: ГТУ-12П для газоперекачивающих агрегатов и ГТУ-2.5П для автономных электростанций.
В скором времени, 3 декабря 1997 года завершены МВИ ГТУ-4П в составе теплоэлектростанции «Янус», а 1 января 1998 года прошла МВИ ГТУ-16П в составе ГПА-16 «Урал».
В 1998 году проведены МВИ и сдан в опытно-промышленную эксплуатацию на КС «Ординская» ООО «Газпром трансгаз Чайковский» агрегат ГПА-16РП «Урал» с ГТУ-16П цехового исполнения, установленный вместо демонтированного агрегата ГТК-10-4 и принята в опытную эксплуатацию ГТУ-16П в составе модернизированного газоперекачивающего агрегата ГПА-Ц-16.
Помимо основных ГТУ мощностью 12, 16 и 25 МВт в течение 1995—1998 проводились проектные работы по расширению диапазона мощностей ГТУ на базе ПС-90А в меньшую сторону. Наиболее значительной разработкой явилось семейство ГТУ-7П мощностью 5-8 МВт, спроектированное в начале 1998 года.
Сформировавшиеся два направления — энергетические ГТУ и ГТУ для транспортировки газа — энергично и последовательно развивались все последующие годы и продолжают развиваться в настоящее время.
АО «Авиадвигатель» стало одним из главных разработчиков и поставщиков энергетических и промышленных ГТУ для ОАО «Газпром».
За период с 1998 года по начало 1999 года специалистами АО «Авиадвигатель» разработаны также газотурбинные электростанции «Урал-2500» мощностью 2,5 МВт и «Урал-2500Р» («Урал-4000») мощностью 4 МВт, и заключены договоры на поставку этих электростанций потребителям.
В 2000 году проведены комплексные испытания ГТУ-10П с силовой турбиной 9000об/мин и МВИ ГПА-10ПХГ «Урал» с этой ГТУ в качестве привода. Также ГТУ-10П работают в составе агрегатов ГПА-10ДКС «Урал» на дожимных компрессорных станциях.
2004 год — разработана первая газотурбинная электростанция серии «Урал-6000» на базе новой установки ГТУ-6П мощностью 6 МВт. В рамках реконструкции одного из старейших городских предприятий г. Иваново — котельного цеха городских тепловых сетей «Ивэнерго» 14 сентября 2004 года введена в эксплуатацию ГТУ-ТЭЦ на базе первой ГТЭС «Урал-6000». При создании установки ГТУ-6П и ГТЭС использованы авиационные технологии и опыт эксплуатации прототипов: ГТУ-2,5П, ГТУ-4П, ГТЭС «Урал-2500» и «Урал-4000».
В том же году создана ГТУ-12-ПГ-2 — модификация пермских установок, работающая на нефтяном попутном газе.
ГТУ-12-ПГ-2 признана лауреатом программы «100 лучших товаров России».
В течение года в «Сургутнефтегазе» сданы в эксплуатацию тринадцать ГТУ-12-ПГ-2 во взрывозащищённом исполнении в составе электростанций ЭГЭС-12С.
Электростанции, использующие в качестве топлива попутный нефтяной газ, значительно снижают объёмы газа, сжигаемого в факелах, что помогает решать важную проблему экологии Западно-Сибирского региона.
Введена в опытную эксплуатацию ГТУ-25П мощностью 25 МВт в
ООО «Газпром трансгаз Чайковский» на КС «Игринская» в составе агрегата
ГПА-25РП-С "Урал".
Разработан и прошёл первые доводочные испытания двигатель
ПС-90ЭУ-16А мощностью 16 МВт для использования в составе энергетической газотурбинной установки ГТЭ-16ПА.
В том же 2004 году для привода нагнетателей подземных хранилищ газа создана установка ГТУ-4ПГ с мультипликатором М-45ПХГ производства ОАО “Редуктор ПМ”.
В 2004 году сданы в эксплуатацию шесть первых блочно-транспортабельных электростанций ЭГЭС ”УРАЛ-2500” (Тюментрансгаз). Смонтирована головная ГТУ-4ПГ на компрессорной станции «Касимовская» ООО «Мострансгаз».
28-29 ноября 2005 года проведены МВИ ГТУ-25П.
В 2008 году в период с 10 по 15 декабря успешно завершились приёмочные испытания газотурбинного насосного агрегата ГТНА «Урал-6000» разработки АО «Авиадвигатель» с ГТУ-6ПГ в качестве привода.
ГТНА стал первым российским насосом для перекачки нефти. Кроме того, он обладает несомненным плюсом: возможностью работы на попутном газе.
8-10 октября ГТУ-25П введена в эксплуатацию в составе новой разработки: ГТЭС-25П на территории котельной № 1 г. Уфа, а 6 ноября подписан акт приёмочных испытаний ГТЭС.
В декабре 2009 года сдана в эксплуатацию ГТЭ-16ПА в составе новой разработки — ГТЭС-16ПА на ТЭЦ-13 ЗАО «КЭС-Холдинг».
Таким образом, к 2010 году в арсенале у АО «Авиадвигатель» имеются ряд газотурбинных установок мощностью 2,5, 4, 6, 10, 12, 16, 22.5 и 25 МВт.
На ряде ГТУ (ГТУ-4П, ГТУ-6П, ГТУ-6ПГ, ГТУ-12-ПГ-2, ГТЭ-16ПА, ГТЭ-25П) имеется возможность использовать в качестве топлива попутный газ.

## Продукция

### Авиационные двигатели
- ПС-90А — двухконтурный турбовентиляторный двигатель. Устанавливается на пассажирские самолёты Ил-96, Ту-204, Ту-214, семейство военных и гражданских транспортников Ил-76.
- ПС-90А-76 — модификация ПС-90А, продлевающая жизнь и повышающая экономичность большого парка гражданских, транспортных самолётов Ил-76 путём установки двигателя ПС-90А-76 вместо Д-30КП.

Двигатель позволил также создать военно-транспортный самолёт Ил-76МФ соответствующий современным требованиям.
- ПС-90А1 — модификация двигателя ПС-90А увеличенной тяги для грузовых дальнемагистральных самолётов Ил-96-400Т.
- ПС-90А2 — усовершенствованный вариант двигателя ПС-90А, с характеристиками мирового уровня. Снижает стоимость жизненного цикла на 35-37 %, отличается повышенной надёжностью по сравнению с базовым ПС-90А. Двигатель разработан при участии американской компании Pratt & Whitney.
- Д-30КУ — двухконтурный турбореактивный двигатель самолёта Ил-62М.
- Д-30КП — двухконтурный турбореактивный двигатель самолёта Ил-76 и его модификаций, самолётов Ил-78, А-50.
- Д-30КУ-154 — двухконтурный турбореактивный двигатель самолёта Ту-154М.
- Д-30 1, 2, 3 серий — двухконтурный турбореактивный двигатель устанавливаемый на самолёты Ту-134.
- Д-30Ф6 — двухконтурный турбореактивный двигатель с форсажной камерой уникального истребителя-перехватчика МиГ-31.
- Д-25В — турбовальный двигатель вертолётов Ми-6, Ми-10.

### Перспективные разработки
- ПД-14 — турбовентиляторный двухконтурный двигатель для ближне-среднего магистрального самолёта МС-21.
- ПД-35 — турбовентиляторный двухконтурный двигатель предназначен для установки на перспективные широкофюзеляжные самолёты, в том числе ШФДМС

### Газотурбинные электростанции
- ГТЭС «Урал-2500» — газотурбинная блочно-модульная электростанция мощностью 2,5 МВт для обеспечения электроэнергией промышленных и бытовых потребителей, при использовании котла-утилизатора — горячей водой и паром.
- ГТЭС «Урал-4000» — газотурбинная блочно-модульная электростанция мощностью 4 МВт для обеспечения электроэнергией промышленных и бытовых потребителей, при использовании котла-утилизатора — горячей водой и паром.
- ГТЭС «Урал-6000» — газотурбинная блочно-модульная электростанция мощностью 6 МВт для обеспечения электроэнергией промышленных и бытовых потребителей, при использовании котла-утилизатора — горячей водой и паром.
- ГТЭС-12П — газотурбинная блочно-модульная электростанция мощностью 12 МВт для обеспечения электроэнергией промышленных и бытовых потребителей. Предусмотрена возможность утилизации тепла выхлопных газов в котле-утилизаторе: водогрейном или паровом (работа в режиме ГТУ-ТЭЦ или ПГУ-ТЭЦ).
- ГТЭС-16ПА — газотурбинная блочно-модульная электростанция мощностью 16 МВт для обеспечения электроэнергией промышленных и бытовых потребителей. Предусмотрена возможность утилизации тепла выхлопных газов в котле-утилизаторе: водогрейном или паровом.

Отличие установки: уменьшенная частота вращения силовой турбины (3 000 об/мин.), позволяющая использовать турбину в качестве привода генератора без согласующего редуктора. Такая схема повышает надёжность газотурбинной установки и снижает эксплуатационные расходы в целом.
- ГТЭС-25П — газотурбинная блочно-модульная электростанция мощностью 25 МВт для обеспечения электроэнергией промышленных и бытовых потребителей. Предусмотрена возможность утилизации тепла выхлопных газов в котле-утилизаторе: водогрейном или паровом. При проектировании ГТЭС-25П реализованы передовые технологии и учтён богатый опыт, накопленный при создании и эксплуатации газотурбинных двигателей и электростанций.

### Газотурбинный насосный агрегат для перекачки нефти
- ГТНА «Урал-6000» — первый российский газотурбинный насосный агрегат. Предназначен для транспортировки сырой нефти по магистральным трубопроводам. В состав ГТНА входят модифицированная газотурбинная установка ГТУ-6ПГ с редуктором Р-45-01, созданные в «Авиадвигателе», и насос немецкой фирмы Ruhr Pumpen.

### Газотурбинные установки для электростанций
- ГТУ-2.5П — предназначена для привода генераторов электростанций. Мощность 2,5 МВт. Используется в составе газотурбинных электростанций:
  - ГТЭС «Урал-2500», (блочно-модульная);
  - ПАЭС-2500М, (передвижная);
  - ЭГ-2500М, (передвижная).
- ГТУ-4П — предназначена для привода генераторов электростанций. Мощность 4 МВт. Используется в составе газотурбинных блочно-модульных электростанций:
  - ГТЭС «Урал-4000»;
  - ГТЭС - 4.

ГТУ-2.5П и её модификация ГТУ-4П созданы на базе авиационного двигателя Д-30 третьей серии, одного из самых надёжных двигателей в истории мировой авиации.
- ГТУ-6П — предназначена для привода генераторов электростанций. Мощность 6 МВт. Используется в составе газотурбинных блочно-модульных электростанций ГТЭС «Урал-6000».
Создана на базе авиационного двигателя Д-30 третьей серии.
- ГТУ-12-ПГ-2 — предназначена для привода генераторов в составе газотурбинных блочно-модульных электростанций ЭГЭС-12С мощностью 12 МВт.
Разработана на базе авиационного двигателя ПС-90А.
- ГТЭ-16ПА — предназначена для привода генераторов в составе газотурбинных электростанций. Используется в газотурбинной блочно-модульной электростанции ГТЭС-16ПА мощностью 16 МВт.
Создана на базе нового двигателя ПС-90ЭУ-16А, разработанного в рамках сотрудничества АО «Авиадвигатель» с фирмой Pratt & Whitney (США)
- ГТЭ-25П — предназначена для привода генераторов в составе газотурбинных электростанций. Установка используется в блочно-модульной газотурбинной электростанции ГТЭС-25П мощностью 25 МВт. Создана на базе современного авиационного двигателя ПС-90А и является энергетическим вариантом газотурбинной установки ГТУ-25П, которая применяется для механического привода компрессоров.

### Газотурбинные установки для трубопроводного транспорта
- ГТУ-4ПГ — с мультипликатором М-45ПХГ используется для привода центробежных нагнетателей природного газа в газоперекачивающих агрегатах ГПА-4ПХГ «Урал» подземных хранилищ газа. Мощность 4 МВт.
- ГТУ-6ПГ — с мультипликатором М-60 создана для привода центробежных компрессоров газоперекачивающих агрегатов. Мощность 6 МВт.
- ГТУ-10П — разработана на базе газотурбинной установки ГТУ-12П. Применяется в составе блочно-комплектных газоперекачивающих агрегатов на дожимных компрессорных станциях и станциях подземного хранения газа ГПА-10 ДКС «Урал» и ГПА-10 ПХГ «Урал» производства ОАО "НПО «Искра», а также при реконструкции существующих агрегатов ГПА-Ц-6,3 и других. Мощность 10 МВт.
- ГТУ-12П — предназначена для привода центробежного нагнетателя природного газа в составе ГПА. Создана на базе газогенератора высокоэффективного авиадвигателя ПС-90А. Применяется в составе блочно-комплектного газоперекачивающего агрегата ГПА-12 «Урал» производства ОАО "НПО «Искра» и при реконструкции существующих газоперекачивающих агрегатов ГТК-10, ГПА-Ц-16 и других. Мощность 12 МВт.
- ГТУ-16П — создана на базе газогенератора высокоэффективного авиадвигателя ПС-90А и газотурбинной установки ГТУ-12П. Обладает более высокими параметрами цикла и имеет силовую турбину, адаптированную по параметрам для существующих ГПА. Применяется в составе блочно-комплектного газоперекачивающего агрегата ГПА-16 «Урал» производства ОАО "НПО «Искра» и при реконструкции существующих газоперекачивающих агрегатов ГТК-10, ГПА-Ц-16, ГПУ-16, ГПУ-10 и других. Мощность 16 МВт. Полностью взаимозаменяема с газотурбинной установкой ГТУ-12П.
- ГТУ-25П — 25-мегаваттная установка, предназначенная для привода газовых нагнетателей в составе газоперекачивающих агрегатов нового поколения и модернизации устаревшего оборудования, а также для закачки газа в подземные хранилища. Разработана на базе высокоэффективного авиационного двигателя ПС-90А с использованием узлов газотурбинных установок ГТУ-12П и ГТУ-16П.